# قلعة أكو
قلعة أكو (باليابانية: 赤穂城 Akō-jō) هي قلعة تقع على أرض مستوية تقع في مدينة أكو الواقعة بمحافظة هيوغو اليابانية. وقد عينت القلعة كموقع تاريخي وطني، كما تتميز القلعة بحدائقها ذات المناظر الطبيعية الخلابة.

## التاريخ
استغرق الأمر لبناء القلعة بجميع مكوناتها ثلاثة عشر سنة، تحتوي هذه القلعة على اثنتي عشرة بوابة وعشرة أبراج (باليابانية: ياغورا). تم بناء القلعة على ساحل البحر حيث وأنه في وقت بناء القلعة كانت المراكب تبحر من الأحواض الواقعة في القلعة. وقد تم بناؤها تحت إشراف أسانو ناغاناو؛ الذي أصبح زعيم المنطقة عام 1615 م. لاحقاً أثناء استعراش مييجي تم تدمير القلعة إلى جانب العديد من القلاع الأخرى. حالياً فإنه قد تم إعادة بناؤها إلى جانب العديد من المباني وذلك بعد نهاية الحرب العالمية الثانية.